# آلکساندر خوزه اولیویرا
آلکساندر خوزه اولیویرا (به پرتغالی: Alexandre José Oliveira Albuquerque) هافبک اهل برزیل است که در شهر ریسیف و در تاریخ ۲۶ مهٔ ۱۹۷۷ به دنیا آمده‌است.
آلکساندر خوزه اولیویرا در تیم‌های فوتبال روساریو سنترال سابقهٔ حضور دارد.